# Скінген
Скінген (нід. Skingen) — село в нідерландській провінції Фрисландія. Входить до муніципалітету Вадхуке.
Його площа становить 1,83км², а населення станом на 2021 рік складало 95 осіб.

## Галерея

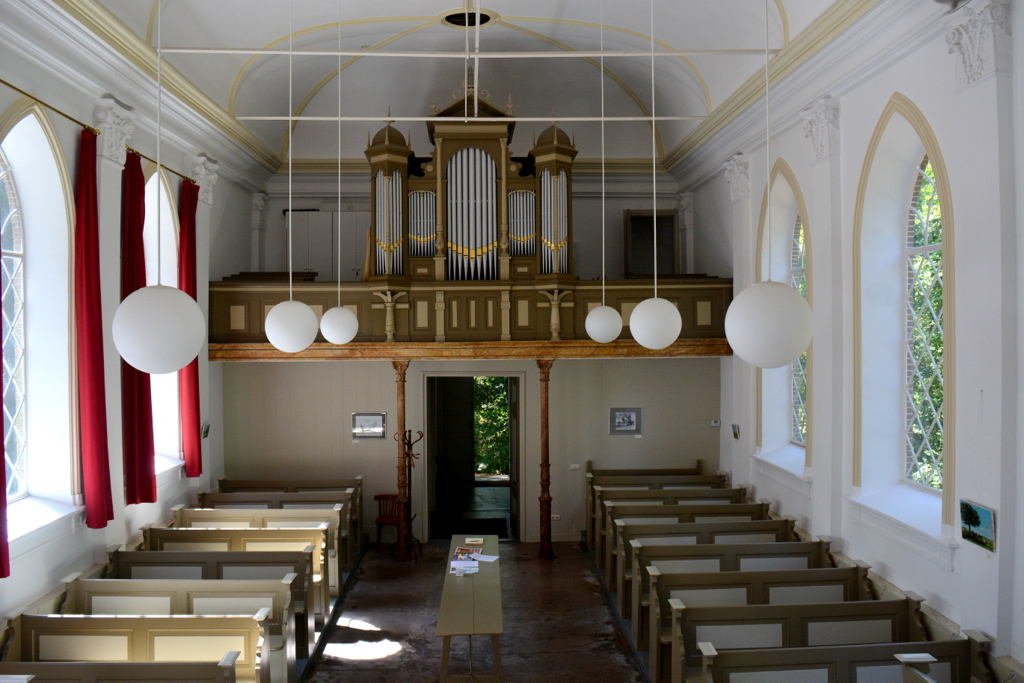
Інтер'єр сільської церкви